# Jelšane
Jelšane – wieś w Słowenii, w gminie Ilirska Bistrica. W 2018 roku liczyła 314 mieszkańców.